# Louis Jani
Louis Jani (ur. 6 grudnia 1957) – kanadyjski judoka. Dwukrotny olimpijczyk. Zajął osiemnaste miejsce w Los Angeles 1984 i dziewiętnaste w Seulu 1988. Walczył w wadze średniej.
Uczestnik mistrzostw świata w 1979, 1983, 1985, 1991 i 1993. Złoty medalista igrzysk panamerykańskich w 1979 i 1983. Mistrz panamerykański w 1982; drugi w 1978 i 1985. Trzeci na akademickich MŚ w 1982 i 1984. Jedenastokrotny medalista mistrzostw Kanady w latach 1977-1993.

## Letnie Igrzyska Olimpijskie 1984
| Konkurencja | Eliminacje           | Klas. końcowa |
| Konkurencja | Przeciwnik I         | Miejsce       |
| ----------- | -------------------- | ------------- |
| 86 kg       | Marc Meiling (FRG) P | 18.           |

## Letnie Igrzyska Olimpijskie 1988
| Konkurencja | Eliminacje           | Klas. końcowa |
| Konkurencja | Przeciwnik I         | Miejsce       |
| ----------- | -------------------- | ------------- |
| 86 kg       | Bill Vincent (NZL) P | 19.           |